# باشگاه فوتبال هایوورث تاون
باشگاه فوتبال هایوورث تاون (به انگلیسی: Highworth Town Football Club) یک باشگاه فوتبال در شهر هایوورث، کشور انگلستان است که در سال ۱۸۹۴ میلادی تأسیس شده‌است.